# François Joseph Lefebvre
François Joseph Lefebvre, född 25 oktober 1755 i Rouffach i Alsace, död 14 september 1820 i Paris, var en fransk militär, utnämnd till hertig av Danzig 1808 och marskalk av Frankrike 1804.

## Biografi
Lefebvre var son till en mjölnare och var när franska revolutionen bröt ut 1789 sergeant vid Gardes françaises. Han hade flera gånger tillfälle att göra kungliga familjen personliga tjänster och blev 1792 kapten, 1793 brigadgeneral och 1794 divisionsgeneral. I denna egenskap gjorde han fälttåg i Nederländerna och Tyskland, men måste som följd av ett sår han erhöll vid Stockach 20 mars 1799 lämna krigsskådeplatsen och blev då chef för militärdivisionen i Paris. Han fick därigenom tillfälle att vid statskuppen 18 brumaire år VIII (9 november 1799) göra Napoleon Bonaparte stora tjänster och erhöll till tack för detta marskalkvärdigheten 1804.
Under 1806–1807 års fälttåg förde Lefebvre gardesinfanteriet samt belägrade och intog Danzig (Gdańsk). 1808 följde han Napoleon till Spanien och 1809 stod han i Tyskland och fick kämpa med tyrolarna. 1812 ställdes Lefebvre i spetsen för franska gardet. 1814 slöt han sig till restaurationen samt satt under de hundra dagarna och sedan 1819 i pärskammaren.
Lefebvre var på samma gång en tapper soldat och en god general. Han gifte sig med sitt kompanis tvätterska, Cathérine, som i all sin sociala glans behöll de enkla fasonerna och språket hos flickan av folket. Genom en komedi av Victorien Sardou och Émile Moreau från 1893 blev hon allmänt bekant under namnet Madame Sans Gêne.